# Kraftwerk Furnas
Das Kraftwerk Furnas (portugiesisch Usina Hidrelétrica (de) Furnas) ist ein Wasserkraftwerk im brasilianischen Bundesstaat Minas Gerais, das den Rio Grande zum Furnas-Stausee (port. Represa de Furnas) aufstaut. Ungefähr 20 Kilometer westlich des Kraftwerks befindet sich die Stadt Passos.
Die heutige Betreibergesellschaft Furnas Centrais Elétricas wurde im Februar 1957 als Central Elétrica de Furnas S.A. gegründet, um das Kraftwerk Furnas zu errichten. Mit dem Bau wurde im Juli 1958 begonnen. Die erste Maschine ging im September 1963 ans Netz.

## Absperrbauwerk
Das Absperrbauwerk besteht zum größten Teil aus einem Steinschüttdamm mit Tonkern und einer maximalen Höhe von 127 m. Die Länge der Staudammkrone beträgt 554 m und die Breite der Krone 15 m. Die Staudammkrone liegt auf einer Höhe von 772 m über dem Meeresspiegel. Das Volumen des Staudamms beträgt 9,45 Mio. m³.
Die Wehranlage mit der Hochwasserentlastung besteht aus 7 Toren mit einer Breite von 11,5 m und einer Höhe von 15,8 m. Es können maximal 13.000 m³/s abgeleitet werden.

## Stausee
Beim normalen Stauziel von 768 m (max. 769,3 m bei Hochwasser) erstreckt sich der Stausee über eine Fläche von rund 1.440 km² und fasst 22,95 Mrd. m³ Wasser – davon können 17,217 Mrd. m³ zur Stromerzeugung genutzt werden. Das minimale Stauziel, bei dem die Maschinen noch betrieben werden können, liegt bei 750 m. Das Kraftwerk und der Stausee dienen auch zur Kontrolle der Wasserführung des Rio Grande, was für die Stromerzeugung der flussabwärts gelegenen Laufwasserkraftwerke Luís Carlos Barreto de Carvalho und Porto Colômbia von Vorteil ist, da deren Stauseen ein vergleichsweise geringes nutzbares Volumen aufweisen. Normalerweise füllt sich der Furnas-Stausee während der Regenzeit von November bis April, um dann während der Trockenzeit von Mai bis Oktober geleert zu werden.

## Kraftwerk

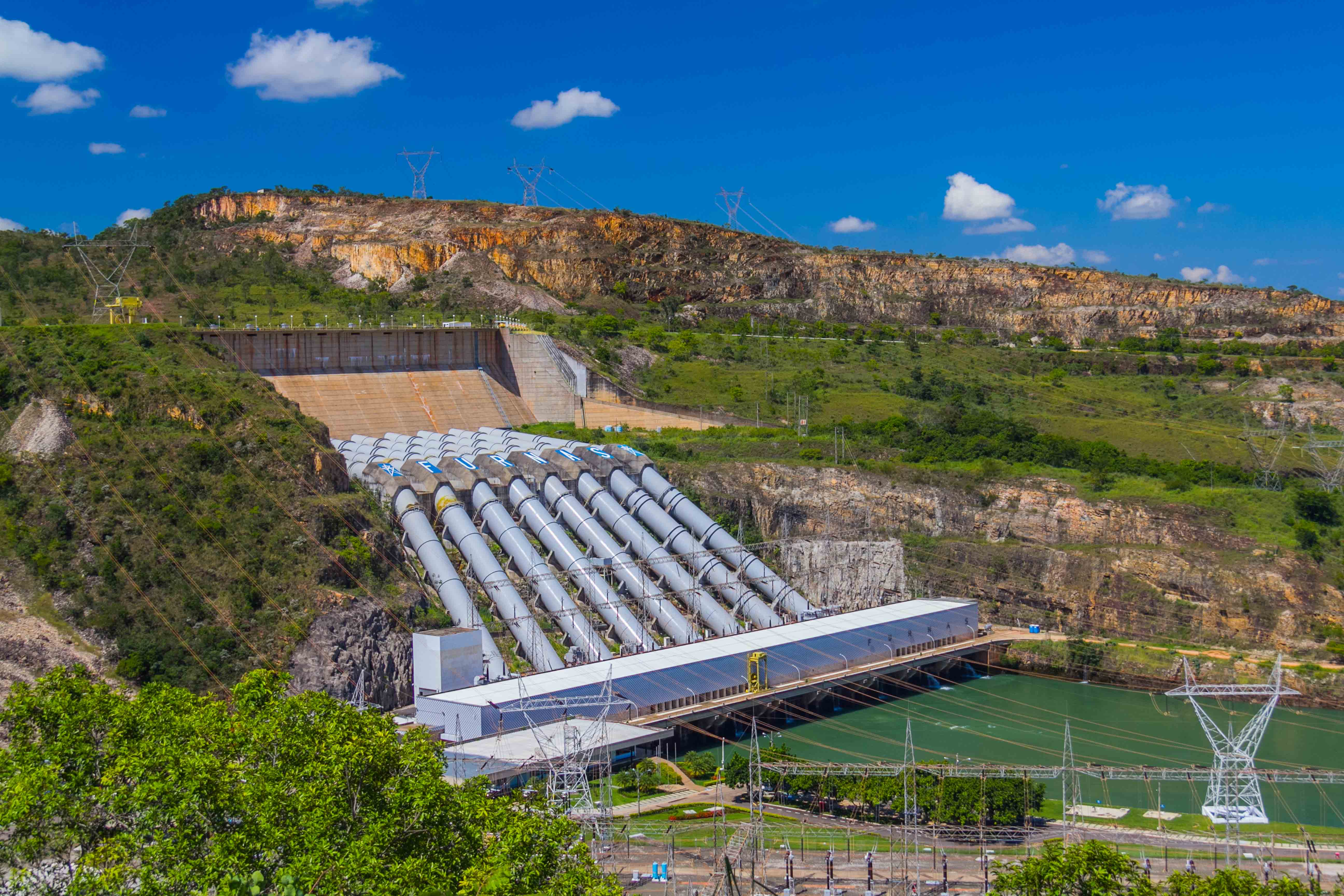
Die Druckrohrleitungen und das Maschinenhaus

Das Kraftwerk Furnas ist mit einer installierten Leistung von 1.216 MW das viertgrößte Kraftwerk des Stromerzeugers Furnas Centrais Elétricas. Zum Zeitpunkt der Errichtung machte seine geplante Leistung ein Drittel der gesamten Erzeugungskapazität in Brasilien aus. Die durchschnittliche Jahreserzeugung schwankt: sie lag im Jahre 2008 bei 5,158 Mrd. kWh und 2009 bei 6,300 Mrd. kWh. Das Kraftwerk dient der Abdeckung von Grund- und Mittellast.

### Maschinen
Es sind insgesamt acht Maschinen mit jeweils 152 MW maximaler Leistung installiert, die von 1963 bis 1974 in Betrieb gingen. Die folgende Tabelle gibt einen Überblick:
| Maschine | Max. Leistung (MW) | Betriebsbeginn | Turbine          | Generator | Nenndrehzahl (1/min) | Rotordurchmesser (m) |
| -------- | ------------------ | -------------- | ---------------- | --------- | -------------------- | -------------------- |
| 1        | 152                | 09.1963        | Nohab            | Siemens   | 150                  | 4,485                |
| 2        | 152                | 1964           | Nohab            | Siemens   | 150                  | 4,485                |
| 3        | 152                | 1964           | Nohab            | Siemens   | 150                  | 4,485                |
| 4        | 152                | 1964           | Nohab            | Siemens   | 150                  | 4,485                |
| 5        | 152                | 1965           | Nohab            | Siemens   | 150                  | 4,485                |
| 6        | 152                | 07.1965        | Nohab            | Siemens   | 150                  | 4,485                |
| 7        | 152                | 1974           | Nohab / Bardella | CGE / MEP | 150                  | 4,485                |
| 8        | 152                | 1974           | Nohab / Bardella | CGE / MEP | 150                  | 4,485                |

Die acht Francis-Turbinen befinden sich in einem Maschinenhaus am Fuße der rechten Staumauer. Die zugehörigen Generatoren haben eine Nennspannung von 15 kV und eine Nennfrequenz von 60 Hz. In der Schaltanlage wird die Generatorspannung von 15 kV mittels einphasigen Leistungstransformatoren auf 345 kV hochgespannt. Die Schaltanlage befindet sich auf der rechten Seite des Flusses.
Das Kraftwerk ist im Besitz von Furnas Centrais Elétricas und wird auch von Furnas betrieben.

## Sonstiges
Die Weltbank gewährte der Central Elétrica de Furnas S.A. im Jahre 1958 einen Kredit über 73 Mio. US$ für die Errichtung des Kraftwerks Furnas.
Im Dezember 2012 fiel der Wasserspiegel des Stausees auf 753 m, dem niedrigsten Niveau seit 1999 (152 m). Seither fällt der Wasserspiegel regelmäßig jährlich unter 753 m. Normalerweise füllt sich der Stausee während der Regenzeit von November bis April, um dann während der Trockenzeit von Mai bis Oktober geleert zu werden, was zu einer gleichmäßigen Stromerzeugung der Kraftwerkskette am Rio Grande während des ganzen Jahres beiträgt.
2005 begann Furnas mit einer Modernisierung bzw. Erneuerung der Maschinen und Anlagen des Kraftwerks, die geschätzte 337,6 Mio. R$ kosten wird. Dadurch soll die Laufzeit der Maschinen um 30 bis 40 Jahre verlängert werden.